# Municipio de Endy
El municipio de Endy (en inglés: Endy Township) es un municipio ubicado en el  condado de Stanly en el estado estadounidense de Carolina del Norte. En el año 2010 tenía una población de 1.944 habitantes.

## Geografía
El municipio de Endy se encuentra ubicado en las coordenadas 35°16′57.52″N 80°16′9.22″O / 35.2826444, -80.2692278.